# Madona březnická
Madona březnická je gotický deskový obraz vytvořený roku 1396 na objednávku českého krále Václava IV. Je kopií nedochované ikony z augustiniánského kláštera v Roudnici nad Labem. Jedná se o jeden z mála středověkých obrazů s přesným datováním vzniku díky nápisu na jeho zadní straně. Patří českobudějovickému biskupství, které ho dlouhodobě zapůjčuje Národní galerii v Praze.

## Nápis na rubové straně

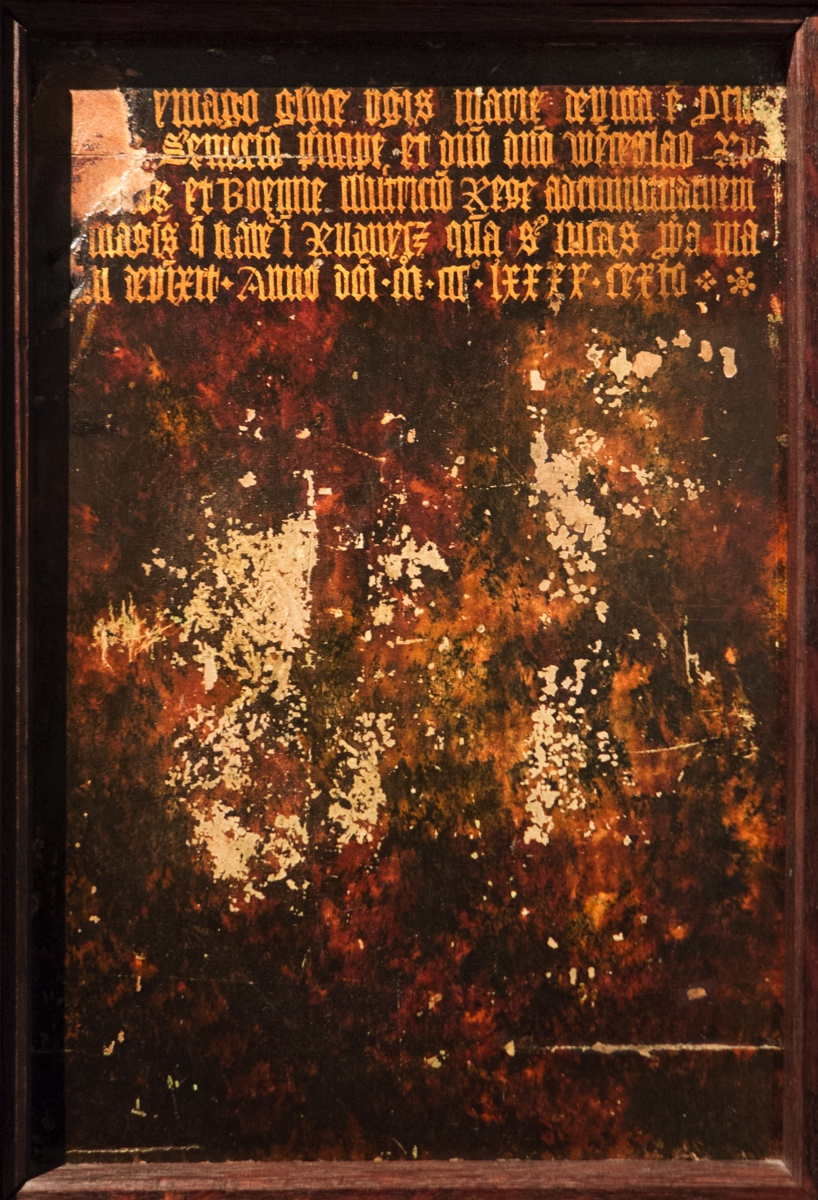
rubová strana obrazu

Madona březnická patří k několika málo středověkým deskovým obrazům, na kterých je uvedena přesná datace. Na rubové straně vymalované purpurovou barvou se totiž nalézá zlatý latinský nápis, který Antonín Matějček a Josef Myslivec přečetli jako [Hec] ymago gloriose virginis Marie depicta est procu j [raňte] Serenissimo principe et dominowencesslao Ro | [manojrum et Boemie illustrisimoRege ad similitudinem | [y] maginis quae habeturin Rudnycz quam sanctus lucas propria ma | nudepinxit. Anno domini m", ccc°. 1 xxxx. sexto,
tedy česky:
```
Tento obraz slavné panny Marie byl namalován na pokyn velmi vznešeného knížete a pána, pana Václava, nejjasnějšího krále Římanů i Čech, a to tak, aby byl podobný obrazu, který je v Roudnici a který namaloval vlastní rukou svatý Lukáš. Léta Páně 1396
.
[
1
]
```

Charakter písma ale podle Matějčka s Myslivcem neodpovídá konci čtrnáctého století, ale měl by odpovídat spíše době poslední čtvrtiny 15. století. To pozdější badatelé odmítli a obraz datují do roku 1396, tak jak se na obrazu píše.

## Původní ikona, kterou Madona březnická kopíruje
Zaniklá ikona, kterou má Madona březnická kopírovat, byla jedním z necelého sta obrazů, jejichž autorství bylo ve středověku připisováno přímo svatému Lukášovi, patronu malířů. Tyto lukášské obrazy se vyskytovaly především v jižní a východní Evropě. Tato ikona se nacházela v klášteře augustiniánů v Roudnici nad Labem, kde je doloženo, že pražský arcibiskup v roce 1348 udělil odpustky těm, kteří se před ní pomodlí.

## Rozbor obrazu
Obraz je malován temperou na tmavě šedém křídovém podkladu. Madona je oblečena do maforia, skládaného roucha syrského původu, které kryje i hlavu. Spodní oděv je viditelný v úzkém proužku na čele a především na pravém rukávu. Malý Ježíš je zobrazen ve starším věku než je u Madon obvyklé a pravou ruku má sevřenou do gesta žehnání. Antonín Matějček a Josef Myslivec se domnívají, že Ježíšův oděv byl už na původní roudnické ikoně přemalovaný, protože jeho roucho je v kontrastu s Mariiným zcela ploché bez záhybů a jeho zdobení pouze kopíruje ornament na Mariině pravém rameni. Obraz byl zamýšlen jako samostatný objekt a nebyl určen pro veřejnost.
Madona březnická vychází ze starého typu byzantských madon Odigitria. Matějček s Myslivcem vidí příbuznost s Madonou z Ochridu, Milena Bartlová hledá předlohu původní ikony na Kypru. Ve sbírce kláštera na Sinaji se totiž dochoval diptych z 12. století typu Bohorodička Kykkiotissa, který má nést podobnost s roudnickou ikonou, kterou Madona březnická kopíruje.

### Nápis ve svatozáři

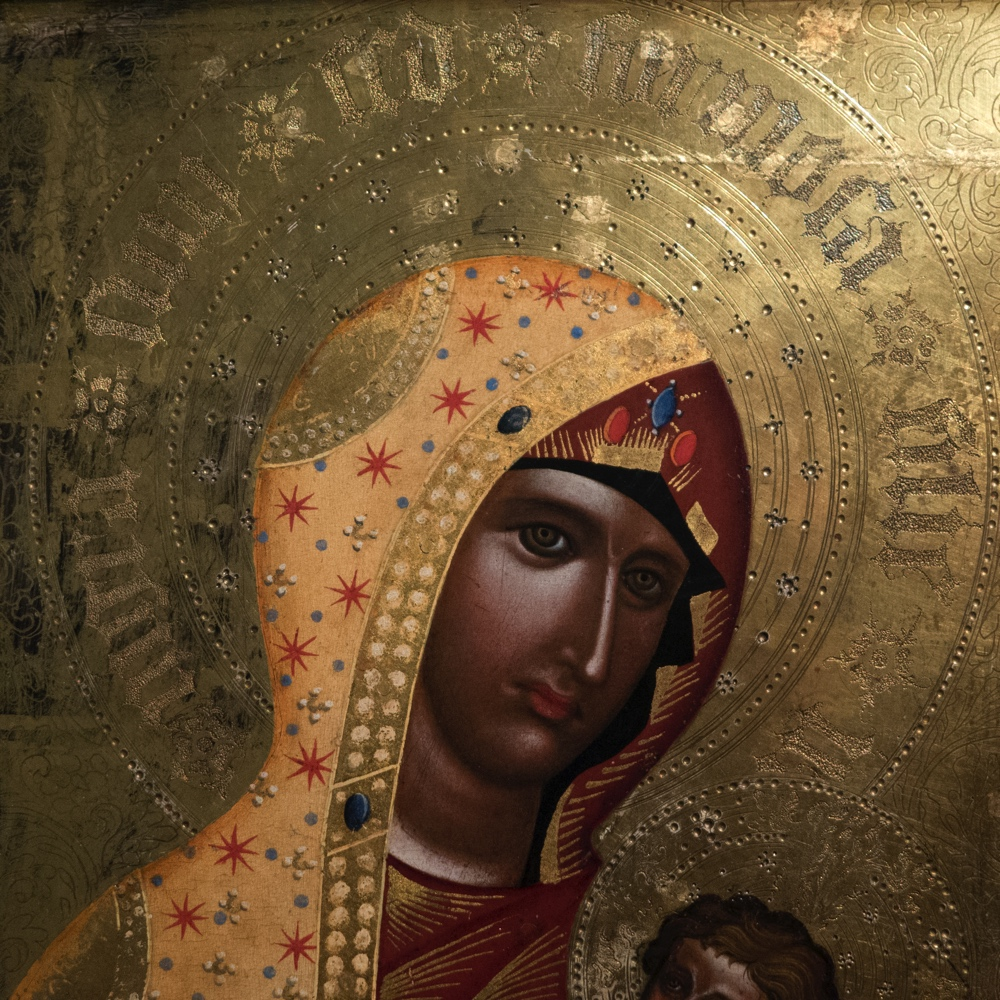
detail hlavy Marie se svatozáří

Jak Marie, tak i Ježíš mají kolem hlav vyryté svatozáře. V Mariině svatozáři je navíc vepsán latinský nápis nigra sum sed formosa filie ie(rusalem). To jsou začáteční slova První básně biblické Písně písní, která v českém překladu začíná:
```
Snědá jsem, a přece krásná, jeruzalémské dcery,
jako stany kedarské, 
jako šalmské závěsy.
[
5
]
```

Kedarové i Šalmové byly kmeny severoarabských Beduínů, kteří stavěli černé stany z kozí srsti. Už staří arabští básníci stavěli do kontrastu světlejší odstín pokožky urozených žen (těmi jsou zde myšleny ony jeruzalémské dcery), které žily ve stínu paláců a zahrad, s tmavými odstíny pokožky služek a otrokyň, které byly nucené pracovat venku na slunci.
Tento nápis je vůbec nejstarším dokladem spojitosti mezi tmavými odstíny pleti tzv. Černých Madon v Evropě a právě tímto biblickým textem. Zároveň je technika nápisu ve svatozáři - bodové puncování - jediný dochovaný případ středoevropského obrazu, který přebírá tento prvek pocházející z francouzských dvorských okruhů.

## Příspěvek Václava IV. do debaty o legitimitě náboženských obrazů
Milena Bartlová přišla s teorií, že tento obraz lze brát jako jakýsi příspěvek Václava IV. do tehdejší vážné debaty o roli obrazů v náboženství. Otázkou, zdali jsou obrazy modlami odporujícími biblickému učení nebo ne, se zabývali intenzivněji od 80. let 14. století učenci z prostředí pražské univerzity. Právě v tomto prostředí se vyvíjely počátky české reformace. Tím, že si Václav IV. objednal Madonu březnickou jako obraz jiného obrazu se měl přihlásit k myšlence, že obraz obecně se nevztahuje přímo ke zobrazeným osobám, ale že se jedná o pouhé simulakrum, které nemůže sloužit jako modla.
Zároveň objednáním tohoto díla odpověděl na námitku učence Matěje z Janova, že obrazy svatých osob nejsou legitimní, protože jsou pouze zobrazeními osobních představ malíře, který vychází ze své vlastní životní zkušenosti. U Madony březnické je ale zárukou pravosti a legitimity obrazu starobylost a originálnost předlohy, za kterou ručí sám panovník.

## Provenience obrazu
Obraz vznikl snad opravdu v roce 1396 přímo pro Václava IV. Je možné, že se jedná o tentýž obraz, který je později zmíněn na seznamu majetku královny Žofie v Bratislavě, který byl sepsán po její smrti.
K obrazu byly asi v druhé polovině 17. století přidány nové zlatnické prvky. Jednalo se o zlatý lem Mariina roucha, Mariinu velkou zdobnou korunu s drahokamy, která zakrývala celou horní část svatozáře, a také o korunku Ježíše, která připomínala točené šňůry perel. Tyto honosné barokní doplňky byly odstraněny v roce 1948, když byl obraz restaurován Karlem Veselým pro Národní galerii.
Nejstarším doloženým místem výskytu obrazu byla kaple zámku v Březnici, který patřil rodu Kolowratů. Mezi lety 1950 a 1990 byla Madona březnická přímo majetkem Národní galerie pod inv. č. O 8647. Poté přešla do majetku českobudějovického biskupství.